# フッ化鉛
フッ化鉛（フッかなまり）とは、鉛のフッ化物。

## フッ化鉛(II)
フッ化鉛(II) は鉛の二フッ化物で、組成式は PbF2 と表される。外見は白色の固体で、水には溶けにくい。酢酸鉛(II) など、鉛(II)塩の水溶液にフッ化カリウムなどのフッ化物を作用させるとフッ化鉛(II) が沈降する。
{\displaystyle {\ce {{Pb(OAc)2}+2KF->PbF2{\downarrow }+2KOAc}}}

## フッ化鉛(IV)
フッ化鉛(IV) は鉛の四フッ化物で、組成式は PbF4 と表される。CAS登録番号は [7783-59-7]。外見は白色の固体で、水と容易に反応して PbO2 に変わる。金属鉛の粉末や鉛(II)の塩にフッ素ガスを作用させて合成する。不飽和炭素化合物に対するフッ素化能を持ち、フラーレンの直接フッ素化に用いられた報告が知られる。 

## 参照リンク
・ステラケミファ株式会社
・蝶理株式会社（無機ファイン部）